# Liste von Rosenbrunnen
In dieser Liste sind Rosenbrunnen aufgeführt, also Brunnen im öffentlichen Raum, die Rosen zum Thema haben.

## Deutschland
| Bezeichnung                | Bild           | Standort                                  | Bundesland      | Künstler | Errichtung Einweihung | Weitere Informationen |
| -------------------------- | -------------- | ----------------------------------------- | --------------- | -------- | --------------------- | --- |
| Rosenbrunnen (Kronach)     |                | Kronach (Lage)                            | Bayern          |          |                       | |
| Rosenbrunnen (Hoyerswerda) | weitere Bilder | Hoyerswerda, in WK VI (Landkreis Bautzen) | Sachsen         |          |                       | |
| Rosenbrunnen (Hildesheim)  | weitere Bilder | Hildesheim, Hindenburgplatz (Lage)        | Niedersachsen   |          |                       | Der von den Harzwasserwerken 1978 anlässlich ihres 50-jährigen Bestehens gestiftete Rosenbrunnen bildet den optischen Mittelpunkt des Hindenburgplatzes. Die stilisierte Rose aus Beton soll den Tausendjährigen Rosenstock symbolisieren. |
| Waschbrunnen               | weitere Bilder | Wallhalben (Lage)                         | Rheinland-Pfalz |          | 19. Jahrhundert       | Siehe auch: Liste der Kulturdenkmäler in Wallhalben |